# Bloomington, Illinois
Bloomington är centralort i McLean County, Illinois,  USA. 2010 hade orten 76 610 invånare. Skådespelaren McLean Stevenson kommer från Bloomington och hans kanske mest kända rollfigur, Henry Blake i TV-serien M*A*S*H, kommer även han från Bloomington.

## Historia
I början på 1820-talet kom europeiska bosättare till Bloomingtonområdet för första gången och 1822 grundades samhället. 25 december 1830 blev Bloomington centralort i det nybildade McLean County. År 1900 började ett tvätteri mittemot gamla rådhuset att brinna. Branden upptäcktes men den han förstöra större delen av centrala Bloomington. De nerbrunna områdena byggdes snabbt upp efter lokala arkitekters ritningar. Under början på 1900-talet fortsatte Bloomington växa. Orsakerna var bland andra en expanderande jordbruksnäring och försäkringsindustri i kombination med byggandet av motorväg och järnväg.

## Vänorter
- Asahikawa, Japan
- Canterbury, England